# Карлос Фрейле Сальдумбіде
Карлос Фрейле Сальдумбіде (ісп. Carlos Freile Zaldumbide‎‎‎‎; 18 травня 1851 — 28 серпня 1928) — еквадорський політик, двічі виконував обов'язки президента, а також обіймав посаду віце-президента країни.

## Життєпис
Був заможним землевласником, який першим в Еквадорі почав розводити корів голштинської породи.
Вперше зайняв пост глави держави після усунення від влади Елоя Альфаро та вигнання його з країни. Новим обраним президентом став Еміліо Естрада, але він перебував на посаді лише три місяці, після чого помер. Тоді тимчасовим президентом знову став Карлос Фрейле.